# Catania Centrale
Catania Centrale (włoski: Stazione di Catania Centrale) – stacja kolejowa w Katanii, na Sycylii, we Włoszech. Stacja posiada 4 perony.